# Per sempre
Per sempre (с итал. — «Навсегда») — студийный альбом итальянского певца и киноактёра Адриано Челентано, выпущенный 15 ноября 2002 года лейблом Clan Celentano. Лучший альбом певца по версии интернет-магазина iTunes.

## Об альбоме

Кадр из клипа «Confessa»

Per sempre — третья совместная работа Челентано с композитором Джанни Белла и поэтом-песенником Джулио Моголом. Диск является одним из самых удачных альбомов в творчестве певца. В частности, композиция «Confessa», на которую был снят одноимённый музыкальный клип, до сих пор остаётся популярной и одной из наиболее узнаваемых песен исполнителя. Кроме «Confessa», на песни из этого альбома было снято ещё три клипа: «Mi fa male», «Per sempre» и «I passi che facciamo». Премьера диска состоялась в программе Джанни Моранди Uno di noi, где Челентано исполнил две песни — «L’emozione non ha voce» и «Confessa».
В записи альбома принимал участие известный американский джазовый пианист Чик Кориа.

Когда мы с Джанни Белла, Моголом и Клаудией обсуждали про возможность включения фортепиано в титульную композицию, нам сразу пришло в голову имя одного из самых известных джазовых пианистов — Чик Кориа. Мы знали, что пригласить его — практически невозможно, так как до этого он ни разу не соглашался играть с музыкантами не из его группы. Как он согласился — понятия не имею, пусть лучше он сам вам это расскажет. Факт в том, что теперь мы с ним дружим, и я этим горжусь!— Адриано Челентано рассказывает о своём сотрудничестве с Кориа.
Последний трек альбома, «Radio Chick», является фортепианной джаз-версией песни «Mi fa male». В Италии было продано около 900 000 копий альбома.

## Версии альбома
Данный альбом был издан в четырёх вариантах: самостоятельный CD, CD DigiPak, LP и CD+DVD-Video. DVD-диск, общая продолжительность которого — 23 минуты и 18 секунд, содержит: видеоклип «Confessa», интервью, кадры, сделанные во время записи альбома, выступление Челентано в 1994 году в Монако, а также тексты всех песен альбома.

## Список композиций
| №   | Название                                             | Автор(ы)                   | Длительность |
| --- | ---------------------------------------------------- | -------------------------- | ------------ |
| 1.  | «Confessa» (Признание)                               | Джанни Белла, Могол        | 5:10         |
| 2.  | «Mi fa male» (Мне больно)                            | Джанни Белла, Могол        | 4:49         |
| 3.  | «Più di un sogno» (Больше мечты)                     | Джанни Белла, Могол        | 5:21         |
| 4.  | «Per sempre» (Навсегда)                              | Джанни Белла, С. Пьерони   | 5:13         |
| 5.  | «Una luce intermittente» (Прерывистый свет)          | Джанни Белла, Могол        | 4:42         |
| 6.  | «Respiri di vita» (Дыхание жизни)                    | Джанни Белла, Могол        | 4:13         |
| 7.  | «Dimenticare e ricominciare» (Забыть и вновь начать) | Джанни Белла, Могол        | 3:45         |
| 8.  | «Vite» (Жизнь)                                       | Франческо Гуччини          | 4:38         |
| 9.  | «Pensieri nascosti» (Тайные мысли)                   | Джанни Белла, Могол        | 4:27         |
| 10. | «I passi che facciamo» (Шаги, которые мы делаем)     | Джино Де Крешенцо, П. Леон | 5:37         |
| 11. | «Per vivere» (Чтобы жить)                            | А. Челентано, Могол        | 5:57         |
| 12. | «Radio Chick»                                        | Джанни Белла, Могол        | 3:22         |

## Участники записи
- Адриано Челентано — вокал, бэк-вокал (дорожки 2, 11);
- Майкл Томпсон — гитара;
- Чезаре Киодо — бас-гитара;
- Рафаэль Падилла — перкуссия;
- Чик Кориа — фортепиано (дорожки 2, 4, 12);
- Альфредо Голино — ударные;
- Эмануэла Кортези[итал.], Антонелла Пепе — бэк-вокал;
- Морено Феррара, Сильвио Поццоли — бэк-вокал;
- Андреа Браидо — теорба;
- Франко Лимидо — губная гармоника;
- Боб Кетти, Пьетро Бенини, Пино Пискетола — звукозапись;
- Фио Дзанотти — аранжировка.